# Öppen styrning

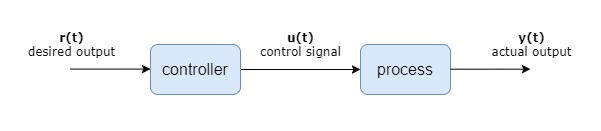
Processdiagram för öppen styrning, utan återkoppling.

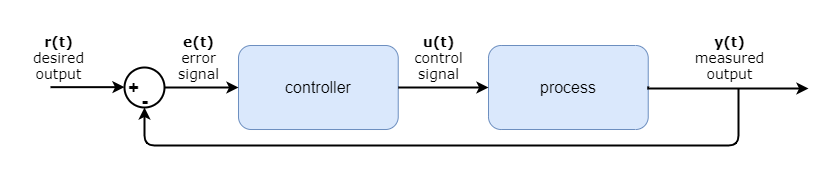
Processdiagram för styrning med återkoppling.

Öppen styrning är ett begrepp inom reglerteknik som innebär att man försöker styra ett system eller ett förlopp mot ett visst tillstånd utan återkoppling. Detta innebär att styrningen sker utan observationer av systemet, det vill säga utan kännedom om dess aktuella tillstånd.
Motsatsen till öppen styrning är ett slutet styrsystem, vilket innebär återkoppling baserad på observationer eller mätning av systemets tillstånd.
Ett exempel på öppen styrning är att försöka styra rumstemperaturen med hjälp av en formel eller tabell som anger vilken effekt som ska tillföras värmeelementet i förhållande till aktuell utomhustemperatur och önskad inomhustemperatur:
värmeeffekt = x * (önskad temp) - y * utetemp
I exemplet mäts alltså utetemperaturen, men inte rumstemperaturen. Det kan fungera bra förutsatt att förhållandena är ungefär desamma som de var när formeln mättes upp. Om förhållandena ändras (en störning införs), till exempel om många fler personer är i rummet, kommer tillskottet från deras kroppsvärme att höja temperaturen. Eftersom värmeelementet inte mäter vad innetemperaturen är kan det inte kompensera för detta.
Den öppna styrningen är känslig både för fel i formeln och yttre störningar. För att komma tillrätta med det har de flesta moderna styrsystem någon form av återkoppling. I exemplet med rumstemperaturen är ett värmeelement med termostat, som mäter rumstemperaturen, ett exempel på ett styrsystem med återkoppling.